# 戴成文
戴成文，祖籍河北，毕业于大连工学院。曾任天津市化工局局长、渤海化工集团董事长兼总经理，第九届全国政协委员。

## 生平
24岁时毕业于大连工学院。随即进入天津油漆厂担任技术员，历任车间副主任、基建科副科长、科长、副厂长；1984年调任天津市化工局副局长，1993年转正为局长。1995年，天津市化工局改制为天津化工总公司，戴成文任负责人。
1990年代后期，王小毛凭借与李宝金的私人关系从戴成文处拆借一笔资金，实现在房地产、高速公路领域的投资与扩张。
在1999年至2000年间，戴成文第一次接受中纪委调查时，戴成文在渤化集团颇为倚重的两名下属王欣和王国胜，相继离任，到到王小毛控制的浩天集团担任副董事长，并与渤海化工集团脱离了人事关系。2000年6月，戴成文因未经领导班子集体研究和外汇管理部门批准，将2.9亿元资金擅自转至香港公司，遭撤销全国政协委员资格并被开除党籍。

## 涉案
2006年初，因戴成文案发，调查过程中积极检举揭发王小毛、李宝金等犯罪事实。此后牵连出浩天集团王小毛、天津市检察长李宝金，三人均由中纪委同一专案组的调查。

### 受贿
1997年4月至9月，戴成文在担任天津渤海化工集团及渤海化工（集团）股份有限公司董事长、总经理期间，先后四次为企业家宋宝贵及其公司审批贷款共计749万美元和1.9亿元人民币。为感谢其帮助并争取贷款延期，宋宝贵指使下属于当年11月初向戴成文行贿50万美元旅行支票，戴收受其中20万美元。随后又于12月，在天津一饭店向其行贿现金5万美元及一尊金佛像。法院最终认定，戴成文受贿金额共计人民币215万元。

### 挪用公款
1997年12月，戴与宋预谋，擅自将渤海化工508万美元的公款无抵押出借给宋宝贵使用。1998年7月，戴成文又应对方要求，违反程序撤销原有贷款抵押安排，导致749万美元和1.9亿元人民币的贷款未能追回，造成国有资产重大损失。该行为构成挪用公款罪。

### 行贿
1996年，渤海化工集团在招商银行深圳支行被冻结的1200万元资金因长期无法追回，戴成文遂请托时任天津市公安局副局长李宝金出面协助。在公安机关追回欠款后，李宝金安排其亲信王小毛的菲光物业公司参与“咨询追款”，随后渤海化工以虚构的劳务协议名义，向该公司支付165万元作为“提成”。